# حسین‌آباد (بیرجند)
حسین‌آباد یک منطقهٔ مسکونی در ایران است که در دهستان باقران واقع شده‌است. حسین‌آباد ۱۶۹ نفر جمعیت دارد.